# Koshirae

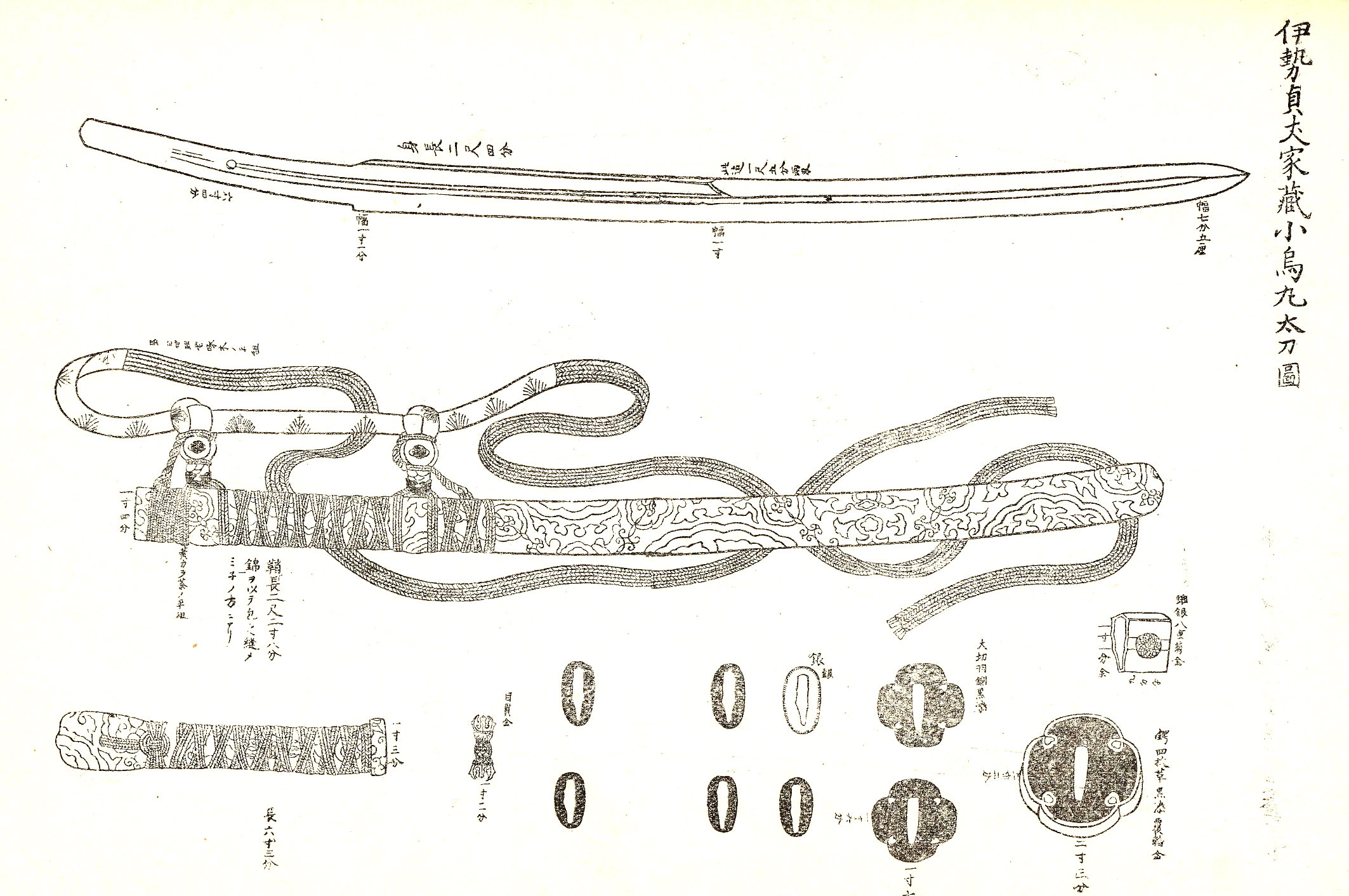
Composants d'un sabre japonais et du koshirae.

Le koshirae (拵) est le nom donné à l'ensemble de la monture (ou couverture) d'un sabre ou d'un couteau japonais.

Les armes blanches japonaises typiques habillées en koshirae sont le sabre long appelée katana et ses variantes (nodachi, odachi...), le sabre long plus ancien et plus courbe appelé tachi, le sabre court appelée wakizashi et le couteau de combat appelé tantō.
Les koshirae avaient un but non seulement fonctionnel mais aussi esthétique, utilisant souvent le blason familial (mon) comme ornement et élément d'identification.

## Description
La monture la plus connue, de type Buke Zukiri, qui habille classiquement les katanas comprend : 
- le fourreau (saya), en bois de magnolia laqué ou recouvert de peau de raie (same) laquée parfois décoré de garnitures métalliques décoratives (kodogu) et parfois renforcé en son bout par une pièce de métal appelé kojiri.

- la poignée (appelée tsuka), généralement recouverte de peau de raie ou plus rarement de peau de requin et enveloppée d'un tressage coloré (tsuka-ito) classiquement fait de rubans de soie, ou de lanières de cuir. On y trouve aussi des garnitures métalliques (menuki), insérées sous le tressage, à la fois décoratrices, symboliques et fonctionnelles (elles permettant de stabiliser la poignée du sabre dans la main de l'utilisateur).

- on trouve aussi sur la poignée deux pièces en suite (décorés selon le même style) : le fushi : anneau à la base de la poignée en métal finement ouvragée, et le kashira, pommeau de la poignée qui accueille le nœud final du tressage ito.

- la garde (tsuba). Elle comprend un orifice central (nakago itsu ana) pour la lame et très souvent deux orifices supplémentaires (Kozuka hitsu ana et Kogai itsu ana) de part et d'autre pour insérer le kogatana (couteau universel) le kogai (épine pouvant servi d’épingle à cheveu ou d'outillage). Aux yeux des collectionneurs, la garde est souvent la pièce la plus importante du koshirae. Il existe un grand nombre d'école de fabrication de cette pièce, souvent finement ouvragée.

- un collier métallique (habaki) inséré autour de la lame permettant de positionner l'ensemble du sabre dans son fourreau.

- deux rondelles métalliques (seppa) positionnées de part et d'autre de la garde, la séparant du habaki et du tsuka.

- une cheville de bois de bambou (mekugi) permettant de fixer transversalement la soie de la lame dans la poignée.

- une corde tressée (sageo) attachée au fourreau par un ou des anneau(x) ou bouton(s) (kurigata) et servant à le stabiliser dans la ceinture (obi) de l'utilisateur.

- le kogatana (couteau universel équipé d'une poignée ouvragé Kozuka), le kogai (poinçon ou épingle à cheveu, lui aussi équipé d'une poignée kozuka) et le waribashi (paire de baguette) font parfois partie du koshirae, ces outils étaient glissés dans les ouvertures de la garde tsuba ou rangés dans des « compartiments » fixés sur le côté du fourreau saya. Lorsque kogai, kozuka et menuki sont en suite, on parle mitokoro mono, apanage des samurai de plus haut rang.

## Types  de Koshirae
Il existe plusieurs types de koshirae, dont le buke zukiri décrit ci-dessus, majoritaire pour les katanas mais on peut citer également :  
- le type jindachi zukiri habillant classiquement le tachi et qui a comme spécificité entre autres :

- un pommeau plus important appelé kabuto gane (en "casque")
- parfois un menuki metallique à visse et boulon.
- 2 anneaux de bélière sur le saya, remplaçant le kurigata, ces anneaux fixant le sageo. En effet, contrairement au katana qui se porte glissé dans la ceinture lame vers le haut, le tachi se porte à cheval, suspendu, lame vers le bas.
- des renforts supplémentaires sur le saya : anneau de renfort (shibabiki), embout renforcé (ichizuki), bordures mettaliques (amoi)..

- le type handachi intermédiare entre le type buke zukiri et le type jindachi zukiri.